# Vinski Vrh pri Šmarju
Vinski Vrh pri Šmarju este o localitate din comuna Šmarje pri Jelšah, Slovenia, cu o populație de 73 de locuitori.